# Gasteracantha sanguinea
Gasteracantha sanguinea là một loài nhện trong họ Araneidae.
Loài này thuộc chi Gasteracantha. Gasteracantha sanguinea được Maria Dahl miêu tả năm 1914.